# فيليب غانون
فيليب غانون هو سياسي كندي، ولد في 9 مايو 1909 في باس سان ريمون في كندا، وتوفي في 19 سبتمبر 2001 في Saint-Michel-du-Squatec ‏ في كندا. نشط حزبياً في Social Credit Party of Canada ‏. وقد انتخب عضو مجلس العموم الكندي.